# Zanclopteryx mexicana
Zanclopteryx mexicana är en fjärilsart som beskrevs av Louis Beethoven Prout 1910. Zanclopteryx mexicana ingår i släktet Zanclopteryx och familjen mätare. Inga underarter finns listade i Catalogue of Life.